# Eksplosionen på Holmen
Katastrofen den 23. maj 1899 i København. I et hus på Refshalevej, der var en del af Hærens Laboratorium, antændtes en granat under påfyldning af krudt.
Ved eksplosionen omkom 6, og 3 personer blev såret men en af de sårede døde efterfølgende af sine kvæstelser. Bygningen jævnedes med jorden, som det fremgår af billeder og artikler i datidens aviser og tidsskrifter.